# Roque Avallay
Roque Alberto Avallay (San Rafael, Mendoza; 14 de diciembre de 1945) es un exfutbolista argentino.

## Trayectoria
Formado en las categorías inferiores del Deportivo Maipú, debuta profesionalmente en el año 1965 en Independiente, donde juega solamente 20 partidos y es transferido a Newell's Old Boys donde disputó 149 partidos y convirtió 51 goles entre el Torneo de 1966 y Reclasificatorio 1969. En 1970 es transferido al Club Atlético Huracán, corrían años de gloria por el globo, con la dirección técnica de César Luis Menotti se consagra campeón con el equipo de Huracán del 73, juega hasta el año 1975 dejando un saldo de 181 partidos jugados y 59 goles. La hinchada entonaba el cántico “¡Globo toque…   Globo toque…   Que los goles los hace el Roque!”
Luego pasa por Atlanta, Chacarita Juniors (salvado del descenso por sus goles) y Racing Club, club este último donde se recuerda su notable actuación por la primera fecha del Nacional de 1977, en la victoria de La Academia frente a River por 3 a 0, el día que Norberto Alonso retornaba al club de Núñez luego de su paso por Francia. Esa tarde todos esperaban el regreso glorioso del “Beto”, pero fue Avallay quien se vistió de héroe convirtiendo dos de los goles en una performance inolvidable. Además fue el máximo anotador del club en el Nacional 1977 con 12 conversiones, y en el Metropolitano 1978 con 17. En Racing disputó 60 encuentros convirtiendo nada menos que 30 goles, pero en una injusticia absoluta, luego de algunas malas actuaciones le arrojaron un ladrillo al parabrisas de su auto, haciendo que se retirara del fútbol temporalmente.
Regresa en 1979 a Huracán a consumar su retiro, participando 45 partidos y convierte 11 goles. 
En su carrera jugó 570 partidos (15 en la Selección argentina) y convirtió 220 goles.
En el 96, hizo el curso de técnico en La Plata, junto al gran central del Rojo, Hugo Villaverde, y de ahí en más siguió dirigiendo. En el 99 llegó a Huracán, donde dirigió las inferiores durante varios años y fue testigo y promotor de la aparición de jóvenes promesas como Daniel Osvaldo, Joaquín Larrivey, Mariano Andújar, Pablo Migliore y Cristian Sánchez Prette, entre otros. Como técnico, siempre ha transmitido sus valores como persona y jugador: «A los chicos siempre los aconsejo para que no protesten y para que jueguen limpio», dice el -ahora- entrenador.

## Clubes
| Club              | País      | Año       |
| ----------------- | --------- | --------- |
| Deportivo Maipú   | Argentina | 1964      |
| Independiente     | Argentina | 1965-1966 |
| Newell's Old Boys | Argentina | 1966-1969 |
| Huracán           | Argentina | 1970-1975 |
| Atlanta           | Argentina | 1976      |
| Chacarita Juniors | Argentina | 1977      |
| Racing Club       | Argentina | 1977-1979 |
| Huracán           | Argentina | 1979-1980 |

## Palmarés

### Como jugador

#### Torneos nacionales
| Título           | Club    | País      | Edición |
| ---------------- | ------- | --------- | ------- |
| Primera División | Huracán | Argentina | M-1973  |

#### Torneos internacionales
| Título            | Club          | Sede     | Edición |
| ----------------- | ------------- | -------- | ------- |
| Copa Libertadores | Independiente | Santiago | 1965    |